# Pterolophia secutoides
Pterolophia secutoides là một loài bọ cánh cứng trong họ Cerambycidae.